# ゲット・オン・ユア・ブーツ
「ゲット・オン・ユア・ブーツ」（Get on Your Boots）は、U2が2009年に発表した『ノー・ライン・オン・ザ・ホライゾン』に収録されている曲で、シングルリリースされた。

## 概要
『No Line on the Horizon』からの1stシングル。ラジオで初めて流されたのと同じ日にiTunesで購入可能になった初めてのU2のシングルでもある。
タイトルの「Get On Your Boots」とは、東アフリカのスラングで「コンドームをつけろ」という意味。エッジが自宅でパソコンのソフトを使って1人で作った「Four Letter Word」とか「Sexy Boots」と呼ばれていたデモが元（ちなみに後にリリーホワイトがプロデュースしたBeady Eyeに「Four Letter Word」という曲がある）。曲は様々に変遷し、リリーホワイトが「ベックのB面曲のようだった」と言うメインのギターリフは最終的にボツになったが、その一端は、エッジがジミー・ペイジ、ジャック・ホワイトと共演したドキュメンタリー映画「ゲット・ラウド」で窺い知れる。コーラスの「Let me in the sound」はレコーディングの最終段階で付け加えられ、「Fez – Being Born」でも使われている。当初イーノはこの曲をひどく嫌っていたのだという。
歌詞は、イラク戦争が始まった頃、フランスで家族と休暇中だったボノが空を飛んでいく戦闘機を見ながら思いついたもので、同じ光景を見ているであろう初恋の人に手紙を書いている男性の視点から書かれたもの。女性が未来の鍵を握っているという内容。「No Line on the Horizon」に収録されている3人称で書かれた曲の1つである。
「Fez – Being Born」「No Line on the Horizon」と並んでアルバムのオープニングソングの候補に挙がっていたが、結局、「No Line on the Horizon」になった。またアルバムリリース前に、ボノがフランスの別荘で爆音でデモ音源をかけているところをファンに盗聴され、Youtubeにアップされるというハプニングもあった。
が、セールスは苦戦した。U2のアルバムからのリードシングルは『Rattle and Hum』以来、「Desire」「The Fly」「Discothèque」「Beautiful Day」「Vertigo」と実験的要素の強い『Zooropa」の「Stay」以外、ずっとUKチャートで１位に輝いていたが、今回はそれを逃すどころか、ベスト10にも入らなかった。U2のシングルがUKチャートでベスト10に入らなかったのは「If God Will Send His Angels」以来のことだった。
ヴァースはボブ・ディランの「Subterranean Homesick Blues」に、曲自体はエルビス・コステロの「Pump It Up」に類似していると指摘されている。2009年9月15日に放映されたSpectacle: Elvis Costello with...Season TwoではPump It UpとGet on Your Bootsがメドレーで歌われている。

## 収録曲
Version 1
1. Get On Your Boots
2. No Line on the Horizon 2

Version 2 CD single with video link
1. Get On Your Boots
2. No Line on the Horizon 2
3. Get On Your Boots" (Video)

## PV

### Official Video
- 監督：アレックス・カーツ
- プロデューサー：マラキー・マカネニ
- ロケ地：ロンドン
- 撮影日：2008年12月10日
- リリース日：2009年2月6日

男達は、物事をどんどん悪くしていく、政治的にも、経済的にも、社会的にも、だから、今こそ物事の実験を女性に渡すべきなんだというアイディアが元になっているんだ。完成したビデオは本当に素晴らしいよ。釘付けになるね（エッジ）

### Lyric Video
- 監督：キャサリン・オーウェンズ
- 撮影日：2009年1月30日
- リリース日：2009年2月8日

グラミー賞とブリットポップアワーズの授賞式に使われた。

### Alternate Version
- 監督：マーティン・ピック
- ロケ地：ロンドン
- 撮影日：2008年12月10日
- リリース日：2009年2月6日

Youtubeにリークされたもので、公式にはリリースされていない。

## アウトアピアランス
- Promo DJ 2009 (2009) - ブラジルのみでリリースされたユニバーサルのコンピ。U2はGet On Your Boots (Crooker’s Remix )を提供。CrookersというイタリアのデュオDJがリミックスを手掛けており、国によってはNo Line on the Horizonのボーナストラックとして収録されているらしい。かなりレアである。
- Divine Decade - Soweto Gospel Choir (2013)  - The Soweto Gospel ChoirのアルバムにGet On Your Boots (Fish Out Of Water Mix - Gospel Version)を提供。The Soweto Gospel Choirは南アフリカ共和国のソウェトにある合唱団で、ポピュラー音楽とアフリカの伝統的なゴスペルソングを融合させた音楽をやっている。2003年にケープタウンで行われたネルソン・マンデラのためのチャリティコンサート・ 46664 にも出演している。彼らはU2の曲を何回かカバーしていて、2007年にはボノとエッジが46664で演奏した「One」に後で自分たちのコーラスを加えたものを「African Spirit』というアルバムに収録している。2010年ワールドカップ・南アフリカ大会の際は、彼らとU2がコラボした曲がCMで流された（U2のパフォーマンスの多くは360度ツアーの映像作品Rose Bowlからのものだった）。またU2もファンクラブ会員限定リリースの『Duals』にThe Soweto Gospel Choirと共演した「Amazing Grace」と「Where the Streets Have No Name」を収録している。

## リミックス
- Justice Remix (2009)

by Justice (「Magnificent」, 『Artificial Horizon』 収録)
- Crooker’s Remix (2009)

by Crookers (『Promo DJ 2009』収録)
- Fish Out Of Water Mix (2010)

by  Declan Gaffney, Matt Paul ( 『Artificial Horizon』 収録)

## 評価
- 2009年NMEが選ぶ「今週の曲」[8]